# Stora Tuna socken
Stora Tuna socken ligger i Dalarna, ingår sedan 1971 i Borlänge kommun och ingår från 2016  i Stora Tuna distrikt.
Socknens areal är 521,70 kvadratkilometer, varav 502,10 land. (utan arealen för Borlänge köping och Domnarvets landskommun på 38,4). År 2020 fanns här 50 160 invånare. Tätorterna Borlänge, Ornäs, Repbäcken, Halvarsgårdarna, Idkerberget och Norr Amsberg samt stadsdelen och tidigare centralorten Romme och sockenkyrkan Stora Tuna kyrka  ligger i socknen.  

## Administrativ historik
Socknen har medeltida ursprung under namnet Tuna socken som namnändrades till det nuvarande senast vid mitten av 1700-talet. Ur socknen överfördes 1604 Aspeboda församling till Kopparbergs församling. I slutet av 1400-talet utbröts Silvbergs socken, 1776 Gustafs socken, 1636 Dalsby fjärdings socken (Säter). 1647 utbröts Amsbergs församling som 1929 införlivades åter.
Vid kommunreformen 1862 övergick socknens ansvar för de kyrkliga frågorna till Stora Tuna församling och för de borgerliga frågorna till Stora Tuna landskommun. Borlänge köping utbröts ur landskommunen 1898 och Domnarvets landskommun utbröts 1929. Landskommunen inkorporerade 1952 Torsångs landskommun och uppgick 1971 i Borlänge kommun.
1 januari 2016 inrättades distriktet Stora Tuna, med samma omfattning som församlingen hade 1999/2000.
Socknen har tillhört fögderier, tingslag och domsagor enligt vad som beskrivs i artikeln Dalarna. De indelta soldaterna tillhörde Dalregementet och Gagnefs kompani.

## Geografi
Stora Tuna socken ligger kring Borlänge kring Dalälven och Tunaån. Socknen består av en större bördig slättbygd, Tunaslätten, och höglänta skogsbygder med höjder som i Dragberget i väster når 497 meter över havet.

### Orter
- Romme (del av Borlänge tätort)
- Buskåker
- Hesse
- Hovgården
- Idkerberget
- Jakobsgårdarna
- Matsknutsgårdarna
- Nygårdarna
- Sellnäs
- Sör Romme
- Tuna-Hästberg
- Strandbro
- Tolsbo
- Grevbo
- Nyby

## Fornlämningar
Cirka 65 boplatser från stenåldern är funna, liksom cirka 30 gravar från vikingatiden. På slätten finns gott om slagg från lågtekniskt bergsbruk. Från medeltiden och senare finns hyttruiner samt mängder av gruvhål. Vid Domnarvet låg den medeltida borgen Borganäs.
I början på 1600-talet fanns det planer på att anlägga en stad vid Stora Tuna, benämnd Gustafsstad.

## Namnet
Namnet (1333 Tunum) kommer från prästgården och dess grannby och är pluralform av tun, 'inhägnad"'. Tillägget Stora påträffas första gånger 1726 och syftar på storleken av socknen.

## Befolkningsutveckling
| Befolkningsutvecklingen i Stora Tuna socken 1750–2020 | Befolkningsutvecklingen i Stora Tuna socken 1750–2020 | Befolkningsutvecklingen i Stora Tuna socken 1750–2020 | Befolkningsutvecklingen i Stora Tuna socken 1750–2020 | Befolkningsutvecklingen i Stora Tuna socken 1750–2020 |
| --- | ----------------------------------------------------- | ----------------------------------------------------- | ----------------------------------------------------- | ----------------------------------------------------- |
| |                                                       |                                                       |                                                       |                                                       |
| År |                                                       |                                                       | Folkmängd                                             |                                                       |
| 1750 | 1750                                                  |                                                       | 8 636                                                 |                                                       |
| 1760 | 1760                                                  |                                                       | 9 253                                                 |                                                       |
| 1769 | 1769                                                  |                                                       | 9 464                                                 |                                                       |
| 1780 | 1780                                                  |                                                       | 8 178                                                 |                                                       |
| 1790 | 1790                                                  |                                                       | 8 599                                                 |                                                       |
| 1800 | 1800                                                  |                                                       | 8 102                                                 |                                                       |
| 1810 | 1810                                                  |                                                       | 6 582                                                 |                                                       |
| 1820 | 1820                                                  |                                                       | 6 642                                                 |                                                       |
| 1830 | 1830                                                  |                                                       | 7 135                                                 |                                                       |
| 1840 | 1840                                                  |                                                       | 7 632                                                 |                                                       |
| 1850 | 1850                                                  |                                                       | 7 349                                                 |                                                       |
| 1860 | 1860                                                  |                                                       | 7 710                                                 |                                                       |
| 1870 | 1870                                                  |                                                       | 8 386                                                 |                                                       |
| 1880 | 1880                                                  |                                                       | 10 424                                                |                                                       |
| 1890 | 1890                                                  |                                                       | 13 386                                                |                                                       |
| 1900 | 1900                                                  |                                                       | 17 692                                                |                                                       |
| 1910 | 1910                                                  |                                                       | 20 966                                                |                                                       |
| 1920 | 1920                                                  |                                                       | 24 475                                                |                                                       |
| 1930 | 1930                                                  |                                                       | 26 152                                                |                                                       |
| 1940 | 1940                                                  |                                                       | 27 069                                                |                                                       |
| 1950 | 1950                                                  |                                                       | 31 329                                                |                                                       |
| 1960 | 1960                                                  |                                                       | 38 427                                                |                                                       |
| 1970 | 1970                                                  |                                                       | 43 191                                                |                                                       |
| 1980 | 1980                                                  |                                                       | 45 455                                                |                                                       |
| 1990 | 1990                                                  |                                                       | 45 176                                                |                                                       |
| 2010 | 2010                                                  |                                                       | 47 393                                                |                                                       |
| 2020 | 2020                                                  |                                                       | 50 160                                                |                                                       |
| Anm: Tabellen inkluderar Borlänge stad och Amsbergs kapell. Silvberg är inkluderad fram till 1800. Folkmängden i Stora Tuna exklusive Amsbergs kapell var 6678 år 1840 och 6315 år 1850. Källor: Umeå universitet - Tabellverket 1749-1859, Demografiska databasen, CEDAR, Umeå universitet, Befolkning per församling, Folkmängden per distrikt, landskap, landsdel eller riket efter kön. År 2015 - 2022. |                                                       |                                                       |                                                       |                                                       |